# Asperula semanensis
Asperula semanensis är en måreväxtart som beskrevs av Schönb.-tem. och Friedrich Ehrendorfer. Asperula semanensis ingår i släktet färgmåror, och familjen måreväxter.
Artens utbredningsområde är Syrien. Inga underarter finns listade i Catalogue of Life.